# اولتارتس
اولتارتس (به مجاری: Oltárc) یک منطقهٔ مسکونی در مجارستان است که در زالا واقع شده‌است.